# Métasomatose

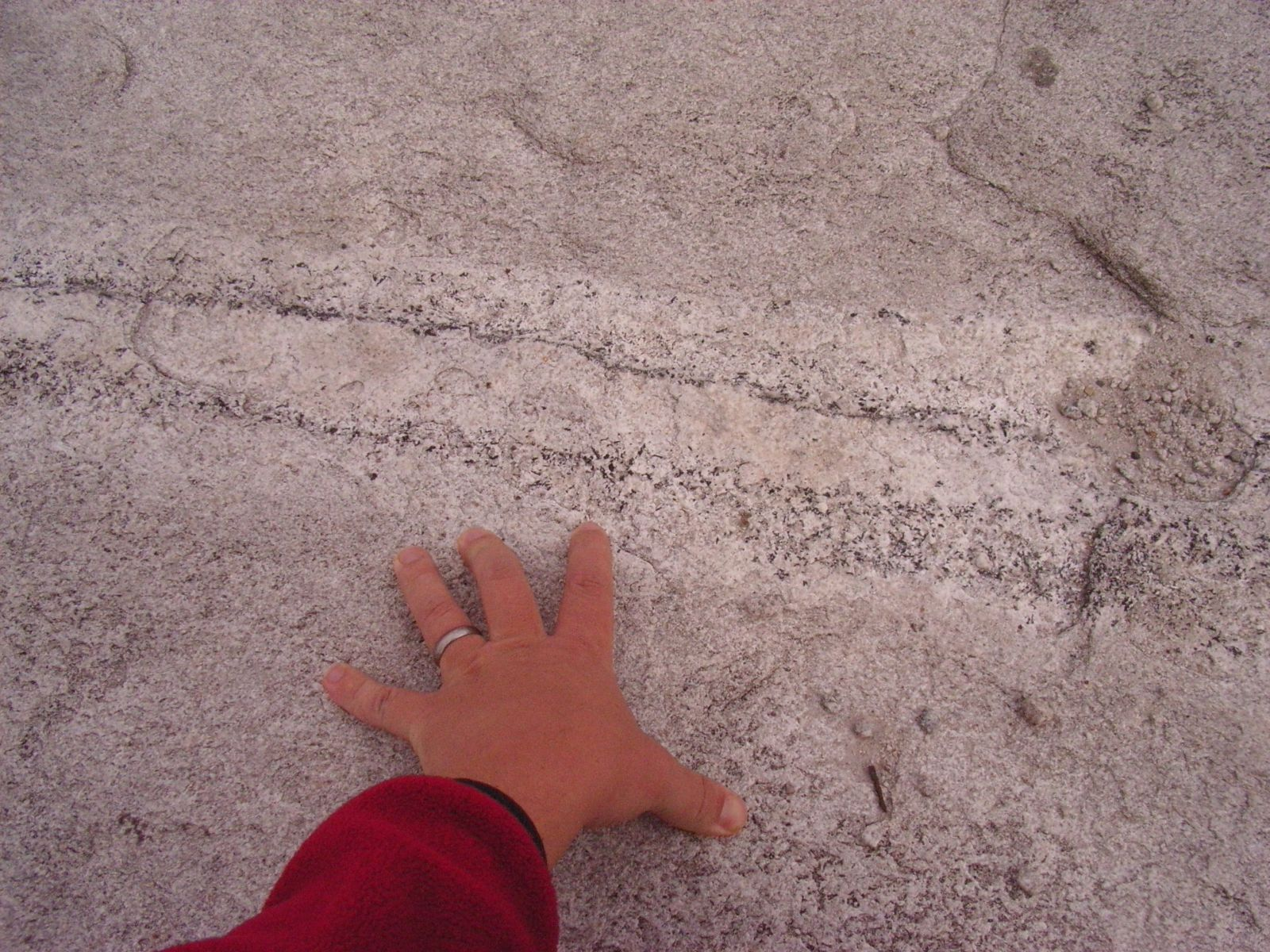
Bandes riches en albite, hornblende et tourmaline provenant de la métasomatisation d'un granite. Stone Mountain (Atlanta, États-Unis).

La métasomatose, appelée métasomatisme, est un processus diagénétique (diagenèse) ou métamorphique par lequel il y a, dans un élément au sein d'une roche, remplacement d'un minéral par un autre, atome par atome, molécule par molécule. Ce processus est consécutif de la circulation de fluides réactifs dans le matériau rocheux, induisant un apport externe ou un départ de certains éléments chimiques (Na, K, Ca, Si ...). En règle générale, le phénomène est lent et permet la conservation de la forme initiale de l'élément pétrographique concerné. Par exemple la calcite se remplaçant progressivement en dolomite.
L’autométasomatisme affecte des masses rocheuses encore plus importantes (un ou plusieurs kilomètres), roches magmatiques sous l'influence des fluides provenant du réservoir magmatique (par exemple la serpentinisation des péridotites, la kaolinisation et la tourmalinisation de certaines roches granitiques)  ou roches volcaniques sous l'influence de fumerolles (telle la propylitisation (en) qui transforme la biotite ou les amphiboles en chlorite, épidote, calcite, etc.).